# Sail On Sailor - 1972
| Recensione          | Giudizio |
| ------------------- | -------- |
| AllMusic            | [ 1 ]    |
| American Songwriter | [ 2 ]    |
| Spin                | [ 3 ]    |
| Uncut               | [ 4 ]    |

Sail On Sailor - 1972 è una compilation del gruppo statunitense Beach Boys, pubblicata nel 2022.
La raccolta include i due album del gruppo Carl and the Passion - "So Tough" (1972) e Holland (1973) e aggiunge ad essi esibizioni dal vivo e tracce inedite.

## Il disco
Come già era avvenuto nel 2021 con Feel Flows: The Sunflower & Surf's Up Sessions 1969–1971, l'album si pone come obiettivo quello di raccogliere due album della discografia (con la raccolta precedente si trattava dei dischi del 1970 e del 1971, questa volta quelli del 1972 e del 1973) e di pubblicarli assieme con alcune esibizioni dal vivo e alcune tracce inedite. Sail On Sailor - 1972 fu annunciato nel corso di una conferenza stampa nell'aprile 2022. La scaletta dei brani, il titolo, e la data di pubblicazione di Sail On Sailor – 1972 furoni rivelati il 27 settembre.
Come la raccolta precedente, anche questa è stata venduta in diversi formati ed edizioni.
La raccolta è stata resa disponibile sia in Deluxe (versione base, sia LP che CD) che in versione Super Deluxe (versione con più tracce, sia LP che CD). La versione a sei dischi Super Deluxe include 105 tracce, 80 delle quali precedentemente inedite, incluse Hard Time, Carry Me Home, Out in the Country, Oh Sweet Something, Spark in the Dark, Rooftop Harry, Body Talk (Grease Job), Pa Let Her Go Out (Better Get Back in Bed), Little Child (Daddy Dear), e un medley di Gimme Some Lovin' e I Need Your Love.

## Tracce

### Versione Super Deluxe (CD)
| No. | Titolo                                                          | Durata |
| --- | --------------------------------------------------------------- | ------ |
| 1.  | You Need a Mess of Help to Stand Alone                          | 3:26   |
| 2.  | Here She Comes                                                  | 5:06   |
| 3.  | He Come Down                                                    | 4:42   |
| 4.  | Marcella                                                        | 3:50   |
| 5.  | Hold On, Dear Brother                                           | 4:42   |
| 6.  | Make It Good                                                    | 2:32   |
| 7.  | All This Is That                                                | 3:58   |
| 8.  | Cuddle Up                                                       | 5:29   |
| 9.  | The Road Not Taken (Demo)                                       | 2:23   |
| 10. | All This Is That (a cappella)                                   | 3:11   |
| 11. | He Come Down (2022 mix)                                         | 4:37   |
| 12. | You Need a Mess of Help to Stand Alone (track & backing vocals) | 3:24   |
| 13. | Marcella (A Capella)                                            | 3:43   |
| 14. | Make It Good (alternate mix with intro)                         | 3:09   |
| 15. | Cuddle Up (alternate mix)                                       | 4:48   |
| 16. | Carl and the Passions/Pet Sounds promo                          | 1:02   |

| No. | Titolo                                                  | Durata |
| --- | ------------------------------------------------------- | ------ |
| 1.  | Sail On, Sailor                                         | 3:19   |
| 2.  | Steamboat                                               | 4:34   |
| 3.  | California Saga (Big Sur)                               | 2:55   |
| 4.  | California Saga (The Beaks of Eagles)                   | 3:49   |
| 5.  | California Saga (California)                            | 3:23   |
| 6.  | The Trader                                              | 5:06   |
| 7.  | Leaving This Town                                       | 5:47   |
| 8.  | Only with You                                           | 3:00   |
| 9.  | Funky Pretty                                            | 4:12   |
| 10. | Mount Vernon and Fairway – Theme                        | 1:34   |
| 11. | I'm the Pied Piper (instrumental)                       | 2:19   |
| 12. | Better Get Back in Bed                                  | 1:38   |
| 13. | Magic Transistor Radio (2022 mix)                       | 0:47   |
| 14. | I'm the Pied Piper (2022 mix)                           | 3:00   |
| 15. | Radio King Dom                                          | 2:40   |
| 16. | We Got Love (2022 mix)                                  | 5:28   |
| 17. | Hard Time                                               | 3:17   |
| 18. | Carry Me Home                                           | 3:26   |
| 19. | California Saga (The Beaks of Eagles) (1973 single mix) | 3:49   |
| 20. | California Saga (California) (1973 single mix)          | 3:16   |
| 21. | Sail On, Sailor (backing track/2022 mix)                | 3:21   |
| 22. | Holland Promo 1                                         | 1:03   |

| No. | Titolo                                 | Durata |
| --- | -------------------------------------- | ------ |
| 1.  | Concert Intro: Jack Rieley             | 2:06   |
| 2.  | Sloop John B                           | 3:08   |
| 3.  | You Need a Mess of Help to Stand Alone | 3:40   |
| 4.  | Leaving This Town                      | 6:11   |
| 5.  | Darlin'                                | 3:34   |
| 6.  | Only with You                          | 4:02   |
| 7.  | Heroes and Villains                    | 3:57   |
| 8.  | Long Promised Road                     | 4:36   |
| 9.  | Don't Worry Baby                       | 4:41   |
| 10. | Student Demonstration Time             | 5:29   |
| 11. | I Get Around                           | 2:44   |

| No. | Titolo                                | Durata |
| --- | ------------------------------------- | ------ |
| 1.  | Intro to 2nd Set: Jack Rieley         | 0:25   |
| 2.  | Marcella                              | 3:27   |
| 3.  | California Saga (California)          | 3:30   |
| 4.  | Help Me, Rhonda                       | 5:56   |
| 5.  | Let the Wind Blow                     | 5:26   |
| 6.  | Medley: Wonderful / Don't Worry, Bill | 6:02   |
| 7.  | God Only Knows                        | 2:55   |
| 8.  | Do It Again                           | 3:53   |
| 9.  | Wouldn't It Be Nice                   | 2:47   |
| 10. | Wild Honey                            | 5:38   |
| 11. | Good Vibrations                       | 6:34   |
| 12. | California Girls                      | 2:53   |
| 13. | Surfin' U.S.A.                        | 2:30   |
| 14. | Fun, Fun, Fun                         | 2:52   |
| 15. | Jumpin' Jack Flash                    | 5:02   |

| No. | Titolo                                              | Durata |
| --- | --------------------------------------------------- | ------ |
| 1.  | You Need a Mess of Help to Stand Alone (a cappella) | 2:44   |
| 2.  | Marcella (traccia & voci)                           | 3:08   |
| 3.  | Here She Comes (sessione scartata)                  | 2:18   |
| 4.  | Here She Comes (2022 mix)                           | 5:10   |
| 5.  | He Come Down (a cappella)                           | 1:23   |
| 6.  | Hold On, Dear Brother (traccia & voci)              | 4:28   |
| 7.  | Steamboat (traccia & voci)                          | 4:30   |
| 8.  | California Saga (California) (traccia & voci)       | 3:16   |
| 9.  | The Trader (traccia & voci)                         | 5:03   |
| 10. | The Trader (a cappella)                             | 2:42   |
| 11. | Only with You (mix)                                 | 2:54   |
| 12. | Funky Pretty (traccia & voci)                       | 3:54   |
| 13. | Sail On, Sailor (sessione di scrittura)             | 4:04   |
| 14. | Sail On, Sailor (a cappella)                        | 3:10   |
| 15. | Out in the Country (versione 1)                     | 3:01   |
| 16. | Out in the Country (versione 2)                     | 2:13   |
| 17. | Oh Sweet Something                                  | 3:59   |
| 18. | Spark in the Dark                                   | 3:55   |
| 19. | Rooftop Harry                                       | 3:00   |
| 20. | Body Talk (Grease Job)                              | 2:53   |
| 21. | Holland Promo 2                                     | 1:02   |

| No. | Titolo                                                                      | Durata |
| --- | --------------------------------------------------------------------------- | ------ |
| 1.  | We Got Love (live 1973)                                                     | 6:03   |
| 2.  | California Saga (Big Sur) (live 1973)                                       | 3:00   |
| 3.  | Funky Pretty (live 1973)                                                    | 4:17   |
| 4.  | The Trader (live 1975)                                                      | 5:28   |
| 5.  | Sail On, Sailor (live 1975)                                                 | 3:41   |
| 6.  | All This Is That (live 1993)                                                | 4:14   |
| 7.  | Fairy Tale Music (2022 mix)                                                 | 4:37   |
| 8.  | Pa Let Her Go Out (Better Get Back in Bed) (versione alternativa con intro) | 1:18   |
| 9.  | I'm the Pied Piper (a cappella)                                             | 0:31   |
| 10. | Radio King Dom (a cappella)                                                 | 0:38   |
| 11. | I'm the Pied Piper (versione alternativa)                                   | 0:47   |
| 12. | Mount Vernon and Fairway – Theme / A Casual Look (medley)                   | 2:58   |
| 13. | Little Child (Daddy Dear) (registrazione di )                               | 1:19   |
| 14. | Susie Cincinnati (home recording)                                           | 1:08   |
| 15. | Gimme Some Lovin' / I Need Your Love (medley)                               | 3:57   |
| 16. | California Saga (Big Sur) (2022 Saga Trilogy)                               | 2:55   |
| 17. | California Saga (The Beaks of Eagles) (2022 Saga Trilogy)                   | 2:27   |
| 18. | California Saga (California) (2022 Saga Trilogy)                            | 3:23   |
| 19. | Carry Me Home (traccia & voci)                                              | 3:23   |
| 20. | All This Is That (a cappella)                                               | 0:18   |